# Valgjärve
Valgjärve är en ort i Estland. Den ligger i Valgjärve kommun och landskapet Põlvamaa, i den södra delen av landet, 190 km sydost om huvudstaden Tallinn. Valgjärve ligger 187 meter över havet och antalet invånare är 235. Den ligger vid sjön Valgjärv.
Terrängen runt Valgjärve är huvudsakligen platt. Valgjärve ligger uppe på en höjd. Runt Valgjärve är det glesbefolkat, med 11 invånare per kvadratkilometer. Närmaste större samhälle är Otepää, 8,8 km väster om Valgjärve. I omgivningarna runt Valgjärve växer i huvudsak blandskog.